# Coupe d'Espagne de cyclo-cross 2017
Navigation
2016 2018
La Coupe d'Espagne de cyclo-cross 2017 est la 2e édition de la Coupe d'Espagne de cyclo-cross. Elle est composée de 4 manches :
- la première à Llodio, le 28 octobre 2017 ;
- la deuxième à Karrantza, le 5 novembre 2017 ;
- la troisième à Elorrio, le 12 novembre 2017 ;
- et la dernière à Valence, le 17 décembre 2017.

## Hommes élites

### Résultats
| # | Date        | Lieu                                                        | Vainqueur         | Deuxième        | Troisième                | Leader du classement général |
| - | ----------- | ----------------------------------------------------------- | ----------------- | --------------- | ------------------------ | ---------------------------- |
| 1 | 28 octobre  | Llodio (XXXe Ziklokross Laudio)                             | Felipe Orts       | Tony Périou     | Aitor Hernández          | Felipe Orts                  |
| 2 | 5 novembre  | Karrantza (XXVe Ciclocross Karrantza)                       | Vincent Baestaens | Felipe Orts     | Aitor Hernández          | Felipe Orts                  |
| 3 | 12 novembre | Elorrio (Elorrioko Basqueland Ziklokrosa)                   | Felipe Orts       | Aitor Hernández | Javier Ruiz de Larrinaga | Felipe Orts                  |
| 4 | 17 décembre | Valence (XXIIe Ciclocross Internacional Ciudad de Valencia) | Felipe Orts       | Wietse Bosmans  | Aitor Hernández          | Felipe Orts                  |

### Classement
|    | Coureur                  | Points |
| -- | ------------------------ | ------ |
| 1  | Felipe Orts              | 95     |
| 2  | Aitor Hernández          | 68     |
| 3  | Javier Ruiz de Larrinaga | 42     |
| 4  | Iván Feijoo              | 39     |
| 5  | Martín Mata              | 35     |
| 6  | Kevin Suárez Fernández   | 31     |
| 7  | Ismael Esteban           | 28     |
| 8  | Vincent Baestaens        | 25     |
| 9  | Jofre Cullell Estape     | 22     |
| 10 | Wietse Bosmans           | 20     |

## Femmes élites

### Résultats
| # | Date        | Lieu                                                        | Vainqueur             | Deuxième               | Troisième             | Leader du classement général |
| - | ----------- | ----------------------------------------------------------- | --------------------- | ---------------------- | --------------------- | ---------------------------- |
| 1 | 28 octobre  | Llodio (XXXe Ziklokross Laudio)                             | Aida Nuño Palacio     | Lucía González Blanco  | Anaïs Grimault        | Aida Nuño Palacio            |
| 2 | 5 novembre  | Karrantza (XXVe Ciclocross Karrantza)                       | Lucía González Blanco | Aida Nuño Palacio      | Natalie Redmond       | Lucía González Blanco        |
| 3 | 12 novembre | Elorrio (Elorrioko Basqueland Ziklokrosa)                   | Helen Wyman           | Aida Nuño Palacio      | Lucía González Blanco | Aida Nuño Palacio            |
| 4 | 17 décembre | Valence (XXIIe Ciclocross Internacional Ciudad de Valencia) | Lucía González Blanco | Alicia González Blanco | Aida Nuño Palacio     | Lucía González Blanco        |

### Classement
|    | Coureuse                 | Points |
| -- | ------------------------ | ------ |
| 1  | Lucía González Blanco    | 86     |
| 2  | Aida Nuño Palacio        | 81     |
| 3  | Lierni Lekuona Etxebeste | 38     |
| 4  | Isabel Castro Cal        | 33     |
| 5  | Mónica Carrascosa García | 31     |
| 6  | Natalie Redmond          | 30     |
| 7  | Zaloa Trevilla Martin    | 30     |
| 8  | Paloma Cornejo Alonso    | 26     |
| 9  | Helen Wyman              | 25     |
| 10 | Sandra Martinez Garcia   | 21     |